# Victrola Orthophonic de Victor

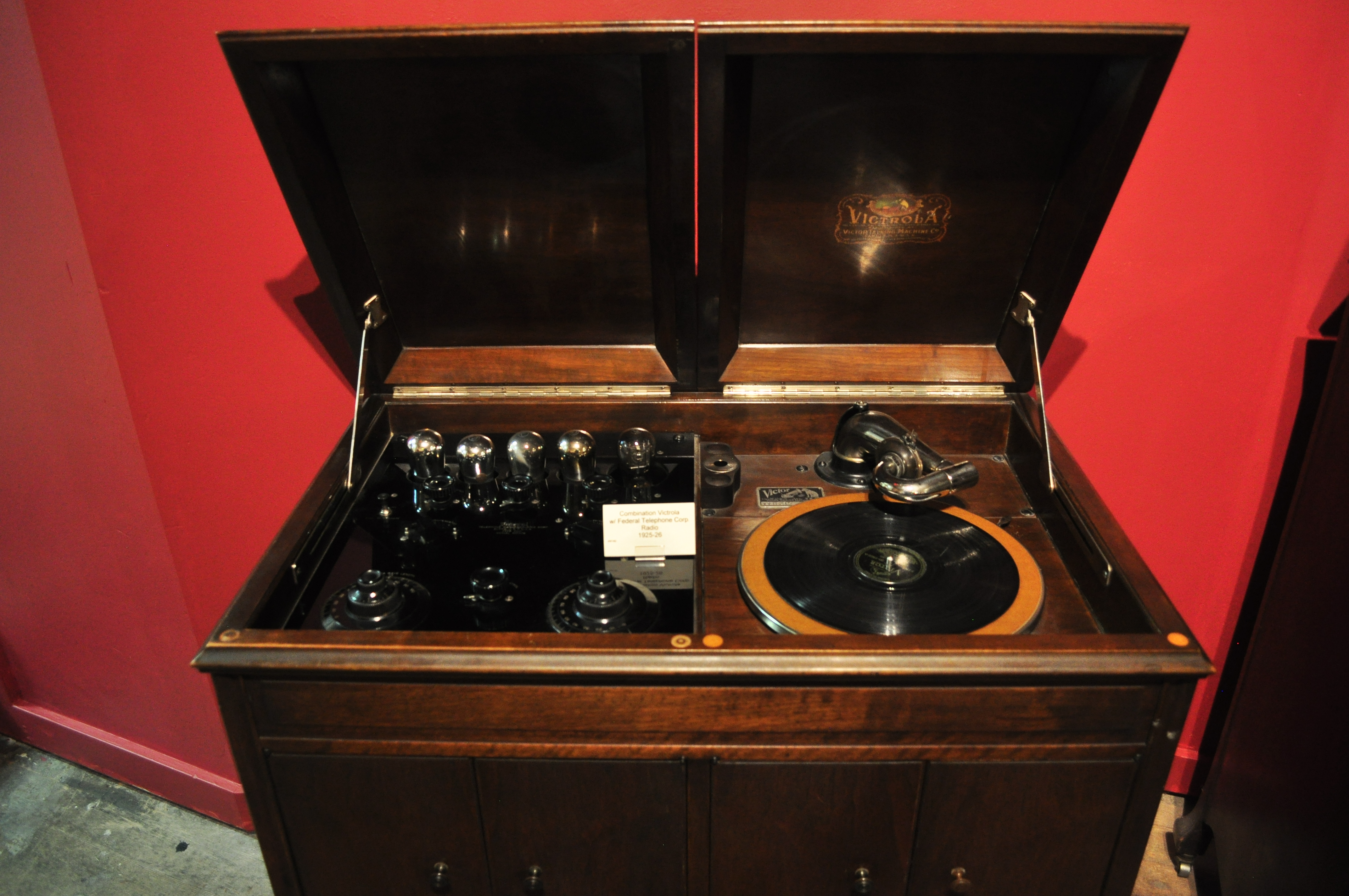
Interior d'una Ràdio-Victrola (1925)

El Victrola Orthophonic de la companyia Victor, presentat públicament per primera vegada el 1925, va ser el primer fonògraf de consum dissenyat específicament per reproduir discs fonogràfics gravats elèctricament, i seria reconegut immediatament com un gran pas endavant en la reproducció del so.

## Història

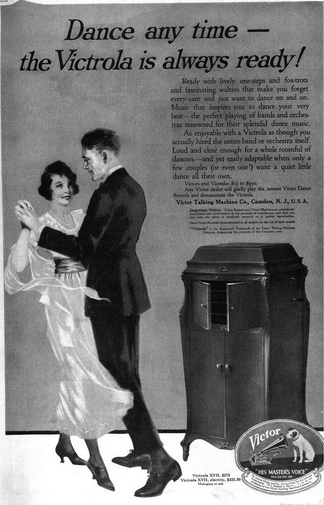
Anunci de la Victrola de 1919

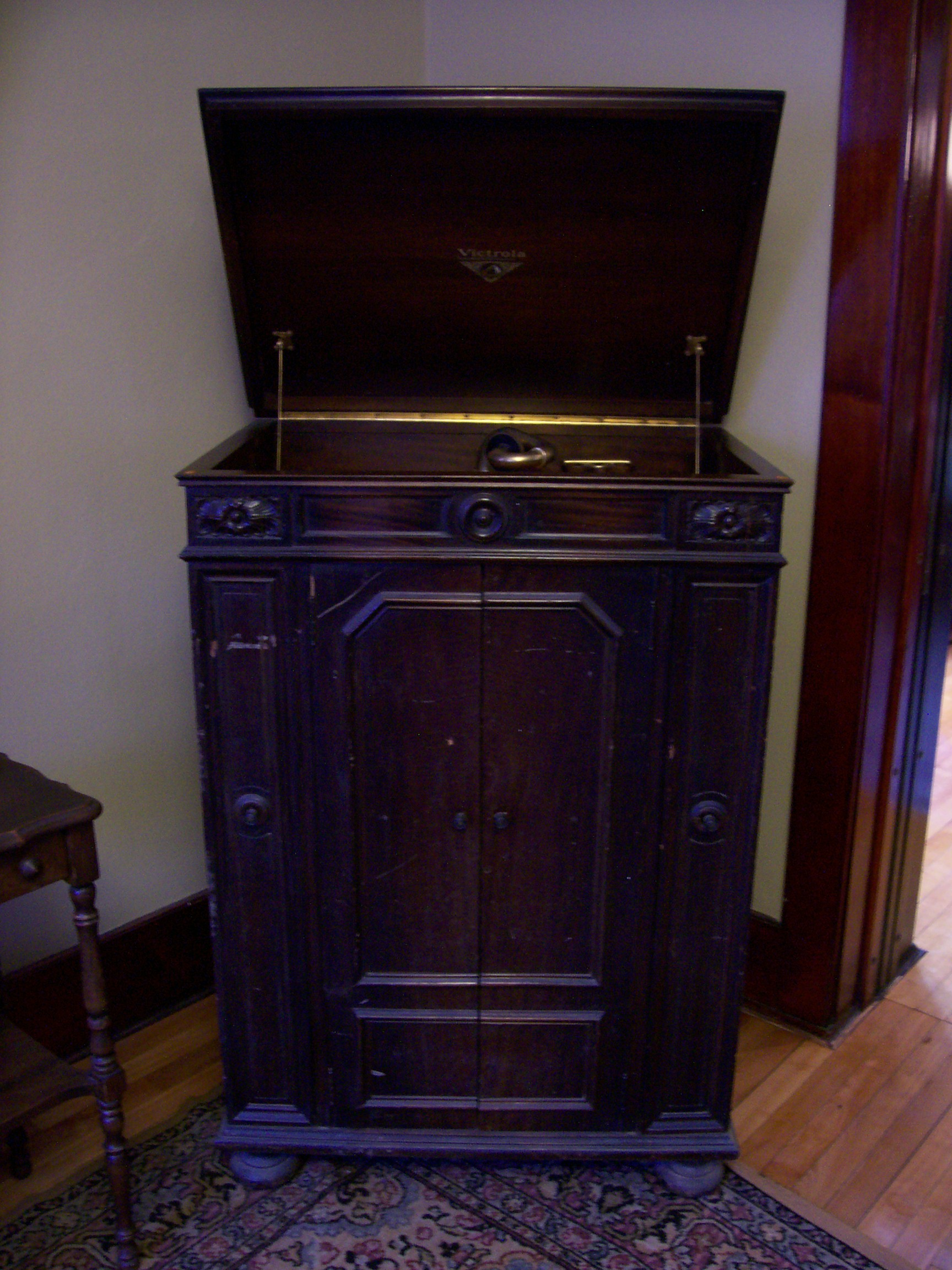
Victrola Orthophonic "Credenza"

L'enregistrament elèctric va ser desenvolupat per Western Electric, encara que Orlando R. Marsh, propietari i fundador d'Autograph Records, ja havia desenvolupat amb anterioritat un primitiu sistema d'enregistrament elèctric. Western Electric va oferir el procés a les dues principals companyies discogràfiques, Victor i Columbia, que inicialment no estaven disposades a adoptar-lo perquè es van adonar que deixaria obsolets tots els seus catàlegs de discs existents. No obstant això, la set d'ingressos de la indústria discogràfica causada per la proliferació de nous mitjans com la ràdio, aviat obligarien a Victor i a Columbia a començar les seves proves, de manera experimental, amb l'enregistrament elèctric.
El disseny de l'Orthophonic va estar influït pels progressos en les teories sobre la telefonia i la transmissió amb fils, sent desenvolupat per dos investigadors de la Western Electric: Joseph Maxfield i H. Harrison. Els primers enregistraments elèctrics produïen un so sense matisos als fonògrafs acústics de l'època, un dispositiu que havia evolucionat per un procés de prova i error, en què primava una resposta tonal colorejada i amb les freqüències més altes emfatitzades. Els investigadors havien inventat la botzina exponencial, i adonant-se que necessitava mesurar nou peus per reproduir les freqüències més baixes dels nous discs, van dissenyar un mètode per poder-la plegar en un moble d'una mida raonable. El disseny de Victor, el Victrola Orthophonic, va estar llest per al seu llançament a la tardor de 1925.
La seva primera demostració pública es va realitzar per al diari The New York Times, el cronista del qual va escriure:
| « | L'audiència va rompre a aplaudir... John Philip Sousa va dir: "això és una banda. És la primera vegada que he sentit música amb ànima reproduïda per una màquina." ... El nou aparell és una gesta de les matemàtiques i la física. No és el resultat d'experiments innombrables, havent estat ideat en uns plànols abans de ser construït en un laboratori. El "to de fonògraf" ha quedat eliminat pel nou procés de registre i de reproducció. | » |

Un anunci del magatzem Wanamaker del 31 d'octubre de 1925, convidava el públic a acudir al "Saló de Música de Wanamaker i a unir-se a la multitud que escoltarà el nou Victrola Orthophonic de Victor... imaginant ser-hi davant els intèrprets".
Un historiador ho comenta així:
{{Citació|Reproduir un dels nous discos en un Orthophonic va ser una revelació per als oients acostumats a la reproducció acústica: el radical augment del volum, la claredat dels sons sibilants, i el millor de tot, la reproducció sorprenent de les notes greus. Orthophonic es va convertir en un estàndard en la reproducció de so. Sostingut per una publicitat que encertadament assenyalava que el seu so era molt superior al de qualsevol altre fonògraf, es va vendre molt bé.
Com a part d'una campanya publicitària, Victor va denominar el dia 2 de novembre de 1925 com el "Victor Day", i en uns pocs dies, la companyia havia estat "inundada amb comandes, l'import de les quals superava els 20 milions de dòlars".

## Models
Els preus variaven entre els 95 dòlars i els 300 de llavors, segons la qualitat del moble de fusta. Les "Victroles amb Radiola" costaven 375 dòlars, i incorporaven un "sintonitzador de ràdio Radiola de cinc vàlvules de buit amb reproducció ortofònica". El "Victrola-Electrola" costava 650 dòlars, i incorporava una "vàlvula de doble pas" que permetia utilitzar "tant la reproducció ortofònica com l'elèctrica". Finalment, l'Orthophonic Victrola-Radiola i Electrola de 1000 dòlars, comptava a més amb un "sintonitzador Radiola Super-Heterodyne[sic] de vuit vàlvules de tub".
Els entusiastes de la música de ball no van quedar impressionats inicialment, i de fet, continuaven gaudint amb la coloració tonal dels discs acústics. Seria l'afició a la música clàssica la que dispararia les vendes del nou aparell.
L'Orthophonic seria de seguida reconegut com un símbol d'estatus social. El pare del pianista Liberace, per exemple, encara que estava a l'atur, va mantenir la imatge d'artista que tenia de si mateix, "sent el propietari del millor tocadiscos disponible, un 'molt especial' Orthophonic Victrola".
Al començament de la dècada del 1950, el record de l'Orthophonic estava prou fresc perquè RCA Victor utilitzés el nom "New Orthophonic" per al seu procés de registre millorat i per a la línia de discs d'alta-fidelitat de llarga durada. Així mateix, uns anys després va utilitzar el nom "Stereo-Orthophonic" per als seus celebrats discs "Living Stereo".

## Nota sobre el terme "ortofònic"
El terme "ortofònic" havia estat utilitzat anteriorment per denominar la teràpia de la parla. Per exemple, un llibre de 1870 esmenta un terapeuta que "va idear una sèrie d'exercicis ortofònics per restaurar l'harmonia entre l'acció dels nervis i els òrgans d'articulació".